# Rudolf Strnisko

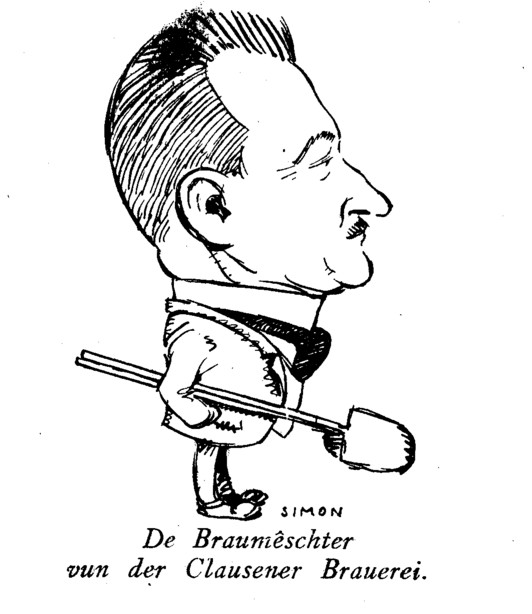
Toen hij roerstok nog hanteerde in Brouwerij Clausen.

Rudolf Strnisko (Nemilany (Tsjechië), 10 juni 1881 – Eeklo, 12 februari 1952) was een bierbrouwer en ingenieur van Tsjechische origine. Hij was technisch directeur van Brouwerij Kruger te Eeklo, van 1935 tot 1952.

## Studies
Brouwer Rudolf Strnisko werd geboren in een eenvoudig gezin van Anna Strnisko en Josef Matschak in Nemilany bij Olmütz, een Duitssprekende enclave in voormalig Tsjecho-Slowakije. Als briljant student startte hij Latijnse studies in het gymnasium van Olmütz. In Worms volgde Strnisko de "Brauer Akademie Ehrich", waar hij in 1904 afstudeerde. In de Oostenrijkse Brauerei zum Sankt Leopold in Grinzing bij Wenen deed hij zijn eerste beroepservaring op.

## Veel gevraagd
Omwille van zijn kennis en de opgang van de pils werd hij gevraagd in tal van vestigingen. Dit bier was nieuw en vele brouwers namen maar al te graag een ingenieur uit het land van herkomst in dienst.
Van 1905 tot 1907 stond hij in Barcelona aan de leiding van de "Fabrica de Cerveza La Bohemia". Een tweetal jaar later werkte hij in de "Anisbräu" te Hall, in Tirol. Daar huwde hij in 1912 met de Oostenrijkse Emma Fischer.
Strnisko werkte nadien in brouwerij "Waldhaus" in Waldshut (Zwarte Woud) en in het Duitse Oberkirch waar in 1917 zijn dochter Marianna werd geboren. Tijdens de Eerste Wereldoorlog was hij brouwmeester in Mülheim-Styrum in Duitsland, in de "Mülheimer Aktien Brauerei".
Later kwam Strnisko in de brouwerij "Kempf" in Thionville in Frankrijk terecht. Dan volgden "Brouwerij Hageman" in Ingwiller bij Straatsburg en vervolgens brouwerij "Messines" in Metz-Lauvalière.

In 1925 bood men Rudolf Strnisko een plaats aan in de "Brasserie Clausen" in Luxemburg waar hij werkte tot in 1935. Onmiddellijk begon Strnisko met een vernieuwde aanpak en de innovaties kregen de aandacht van collega's en pers wat leidde tot tal van bedrijfsbezoeken en stages bij Clausen.

## Naar Eeklo
Tijdens zo'n stage leerde de latere commercieel directeur Urbain Loontjens zijn toekomstige technisch directeur en brouwmeester kennen. Toen brouwerij Krüger door ziekte van de Jaroslan Gočár (1935) zonder brouwer kwam te zitten, ging Urbain Loontjens met zijn stagemeester succesvol onderhandelen en zo kwam Strnisko in 1935 naar Eeklo. Strnisko's echtgenote Emma Ficher (°1882) - met wie in 1912 in Innsbruck huwde - kwam hier in 1936 om het leven bij een verkeersongeluk voor de poorten van de brouwerij.
In 1937 behaalde Strnisko voor de brouwerij Krüger op de wedstrijd van het "Institut International d'Alimentation" in Parijs drie diploma's met uitmuntendheid, zowel voor het Export-Bier als voor het Pilsener-bier en de Stout.

## Kwaliteit
Strnisko verbeterde niet alleen het brouwprocedé; hij ontwikkelde ook een koel- en filtersysteem dat later door andere brouwerijen werd overgenomen. In Duitstalige vakbladen kreeg hij in 1934 veel aandacht in verband met het droog en schimmelvrij houden van koelkelders.
Zelf had hij veel aandacht voor de hygiëne binnen de brouwerij. Onder zijn impuls werd in 1949 te Eeklo een bottelarij in gebruik genomen, die hygiënischer was dan die bij de verschillende afnemers. Het soort gist dat hij voor de brouwerij uit Eeklo kweekte vond al vlug navolging in heel Europa.
Door zijn kennis en initiatief heeft hij een grote bijdrage geleverd aan de opgang van de pils in West-Europa in het midden van de 20ste eeuw.